# Ámbito Financiero
Ámbito Financiero, estilizado ámbito, es un diario en línea argentino especializado en economía, fundado el 9 de diciembre de 1976 por el periodista y economista Julio Ramos.

## Historia
Comenzó durante la última dictadura militar argentina, repartiéndose en el microcentro de la ciudad de Buenos Aires con el listado de las cotizaciones del día (dólar estadounidense, oro, acciones, etc.) y algunas notas editoriales.
En 1985, Ámbito publicó su noticia más importante. Anunció un día antes el Plan Austral del entonces presidente Raúl Alfonsín, que consistía en reemplazar la moneda nacional del peso argentino al austral.
Tuvo éxito, y se convirtió en paulatino material de referencia para los inversionistas y operadores de la city. Se convirtió en un diario económico, al estilo del Financial Times o el Wall Street Journal.
En 2000, ingresó en el paquete accionario del diario el Grupo Ávila, con un 20 % del total del paquete accionario (del cual Carlos Ávila tenía el 40 % y el resto, en partes iguales, Francisco de Narváez y la dupla Daniel Vila – José Luis Manzano). Según sus propias palabras, Julio Ramos retenía el 61 %.
El 19 de noviembre de 2006, el fundador y director, Julio Ramos, murió a causa de una enfermedad incurable. Durante ese período, Ramos negociaba vender el diario a Antonio Mata, exdirector de Aerolíneas Argentinas. Tras el fallecimiento de Ramos, sus acciones pasaron a sus herederos, entre los que se incluye su exesposa, la Miss Mundo Silvana Suárez y su hijo mayor, Claudio Ramos. En 2007, Mata compró las acciones de ambos.
El 8 de abril de 2008, Orlando Vignatti adquirió el matutino, formando el Grupo Ámbito-Editorial Amfin SA, que reunía a los periódicos Ámbito Financiero, Buenos Aires Herald y El Ciudadano de Rosario.. El 13 de febrero de 2015, el 60 % de este grupo fue adquirido por el Grupo Indalo, perteneciente a los empresarios Cristóbal López y Fabián De Sousa, cercanos al kirchnerismo.  Más adelante, el director del comité editorial desde hace 20 años, Roberto García, abandonó Ámbito debido a cambios en la línea editorial. El 3 de diciembre de 2008, el diario cambió de diseño, al igual que su versión en Internet.
El 26 de enero de 2024 se editó su último número impreso, convirtiéndose desde entonces en un periódico en línea.

## Línea editorial
Históricamente, la línea editorial de Ámbito Financiero representó al sector empresarial del país. Asimismo, se destacó por su análisis político, marcado por la impronta personal de Julio Ramos. Con el gobierno de Néstor Kirchner, el diario mostró un perfil alternado por críticas y elogios, con participación de economistas como Pablo Tigani, continuando así hasta que Vignatti se hizo cargo de la publicación. 

## Directorio
Los directivos del diario son:
Presidente: Fabián De Sousa
Vicepresidente: Mariano Frutos
Gerente General y Director: Julián Guarino